# Rigueur, rigueur, rigueur
« Rigueur, rigueur, rigueur » est une phrase prononcée le 26 mars 2007 par le lecteur de nouvelles québécois Pierre Bruneau lors de l'émission télévisée spéciale consacrée aux résultats de l'élection générale de 2007 au Québec, afin de tourner en dérision une bourde commise le même soir par Radio-Canada.

## Contexte
L'élection provinciale de 2007 fut difficile pour le Parti libéral du Québec, qui encaissa des pertes importantes et une baisse significative de sa députation, ce qui lui valut de n'obtenir qu'une courte victoire électorale et un mandat de gouvernement minoritaire. Durant la soirée électorale à la télévision de Radio-Canada, l'animateur et lecteur de nouvelles Bernard Derome annonça par erreur, en se fiant sur les pronostics de son équipe, la défaite du premier ministre du Québec, Jean Charest, dans sa circonscription électorale de Sherbrooke. Derome prononça à deux reprises « Jean Charest est défait », avant de se rétracter 74 minutes plus tard pour l'erreur commise et de présenter ses excuses aux téléspectateurs. Radio-Canada avait montré, immédiatement après l'annonce, la réaction de plusieurs partisans des autres partis politiques, en liesse après avoir appris la « nouvelle » à la télévision. Dans les faits, Jean Charest fut réélu dans sa circonscription avec 36,85 % des suffrages exprimés et à peine un peu plus de 4 % de voix de plus que le candidat du Parti québécois.
Au réseau concurrent, TVA, l'animateur de la soirée électorale Pierre Bruneau réagit vivement lors de l'annonce de la réélection de Jean Charest, interrompant le journaliste Paul Larocque, correspondant à Sherbrooke, pour féliciter son équipe et railler Radio-Canada.
Serrant la main en direct à son coanimateur Claude Charron, posté à sa gauche, Bruneau déclara « Si je fais ce signe à mon ami Claude Charron, c'est que nous on s'était dit à un moment donné dans la soirée que jamais on ne voulait mettre dans l'embarras qui que ce soit... », avant de scander « rigueur, rigueur, rigueur ! »
Le lendemain, le réseau TVA publia un communiqué déclarant : « L'équipe du réseau TVA donne les vrais résultats... au bon moment ! »

## Réactions
Le 27 mars 2007, jour suivant l'élection, le Journal de Montréal (incidemment une propriété de Quebecor Media, tout comme TVA) parla de l'incident Bruneau-Derome comme un « moment de télé mémorable ».
Si Radio-Canada s'attira de vives critiques pour la nouvelle erronée annoncée en direct, de nombreux médias dénoncèrent en revanche l'arrogance perçue dans l'attitude des animateurs de TVA.
Cette phrase devenue célèbre a depuis lors été utilisée à plusieurs reprises, dans la population et dans les médias québécois. À double tranchant, le « rigueur, rigueur, rigueur » est devenu une formule de dérision servant non seulement à railler à l'occasion le travail de Pierre Bruneau mais à mettre parfois en doute la qualité et la crédibilité de l'information présentée par TVA.
Dans l'émission d'information satirique Infoman, l'animateur Jean-René Dufort souligna que l'année précédente, le même Pierre Bruneau avait annoncé le décès de l'ex-animatrice Hughette Proulx, à la grande stupéfaction de celle-ci, qui était bien vivante.

## Réplique
Lors de l'élection fédérale canadienne du 14 octobre 2008, Bernard Derome répliqua à Pierre Bruneau en reprenant sur les ondes de la SRC le « rigueur, rigueur, rigueur » qui lui avait été servi un an et demi plus tôt.

## Citations
- « Ils avaient triomphé après l'histoire de Charest, j'ai trouvé ça assez bas de leur part, mais bon, c'est comme ça. Le matin des dernières élections fédérales, j'étais à l'émission de Christiane Charette où Jean-François Lisée a rappelé que dans les années 80, TVA s'était mis à élire des candidats du Parti communiste... Je ne veux pas entrer là-dedans, c'est de la mauvaise poutine. » - Bernard Derome, en 2008[7].

- « Rigueur. Le mot vous appartient. » - Gérald Fillion, lors d'un hommage à Bernard Derome lors de son départ du Téléjournal en 2008[8].